# Panathīnaïkos Athlītikos Omilos 2014-2015 (pallavolo maschile)
Questa voce raccoglie le informazioni riguardanti il Panathīnaïkos Athlītikos Omilos nella stagione 2014-2015.

## Organigramma societario
Area direttiva
- Presidente: Dīmītrīs Mpaltakos

Area tecnica
- Primo allenatore: Dīmītrīs Andreopoulos
- Secondo allenatore Paulos Karamapoudīs

## Rosa
| N° | Nome                      | Ruolo | Data di nascita   | Nazionalità sportiva |
| -- | ------------------------- | ----- | ----------------- | -------------------- |
| 1  | Alexandros Aristopoulos   | S/O   | 24 maggio 1990    | Grecia               |
| 2  | Dīmītrīs Dīmītriadīs      | P     | 24 aprile 1994    | Grecia               |
| 3  | Dīmītrīs Psarrīs          | S     | 25 febbraio 1991  | Grecia               |
| 5  | Kōnstantinos Stivachtīs   | P     | 22 maggio 1980    | Grecia               |
| 8  | Brian Cook                | S     | 1º giugno 1992    | Stati Uniti          |
| 9  | Athanasios Prōtopsaltīs   | S     | 12 settembre 1993 | Grecia               |
| 10 | Jairo Hooi                | C     | 13 marzo 1978     | Paesi Bassi          |
| 11 | Thanasīs Samantas         | C     | 7 febbraio 1992   | Grecia               |
| 12 | Panagiōtīs Adamopoulos    | C     | 18 febbraio 1988  | Grecia               |
| 14 | Sōtīrīs Pantaleōn         | C     | 21 giugno 1980    | Grecia               |
| 15 | Īraklīs Papadopoulos      | S/O   | 2 settembre 1991  | Grecia               |
| 16 | Alexandros Polychroniadīs | L     | 2 luglio 1988     | Grecia               |
| 17 | Christos Mpelos           | S/O   | 29 giugno 1980    | Grecia               |
| 18 | Vaggelīs Loukas           | S     | 1º marzo 1991     | Grecia               |
| 20 | Alexandros Mpouras        | L     | 18 novembre 1981  | Grecia               |